# Trampa

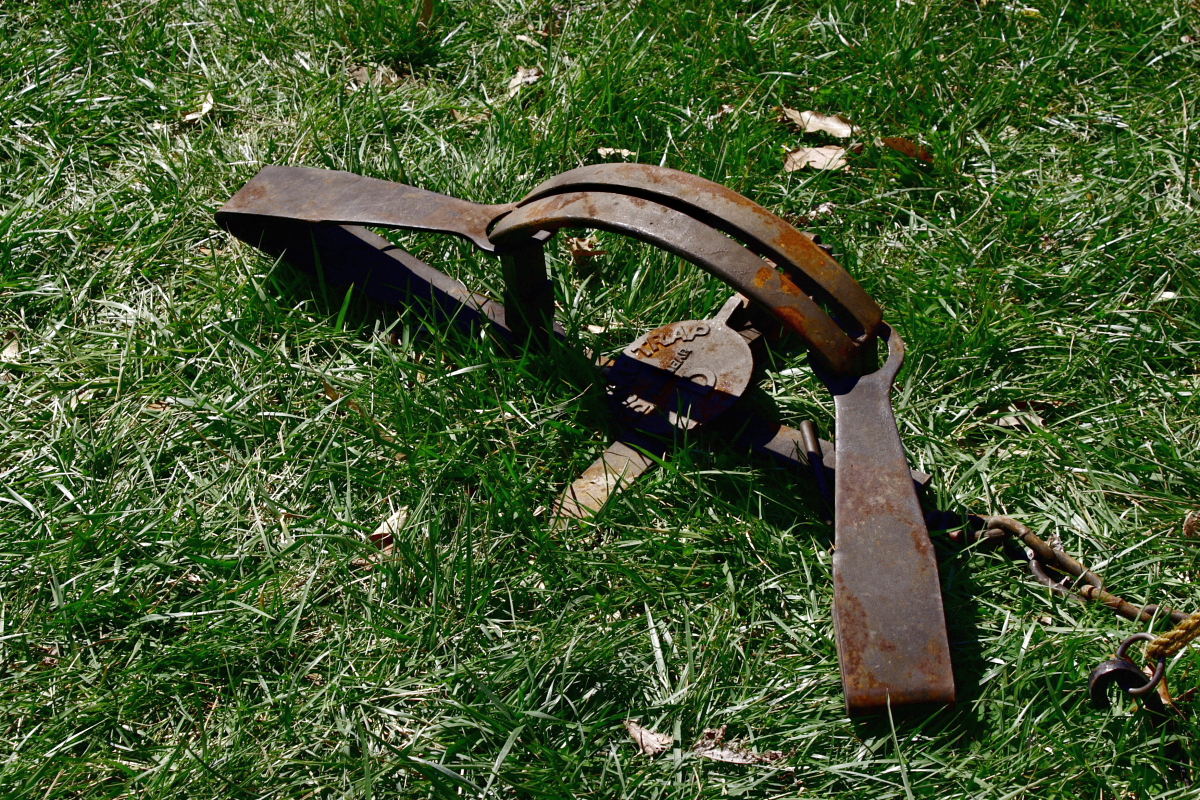
Trampa para osos.

Una trampa es un dispositivo o una táctica prevista para dañar, capturar, detectar, o incomodar a un intruso. Las trampas pueden ser objetos físicos, tales como jaulas, o metafóricos como acertijos o adivinanzas.

## Trampas físicas

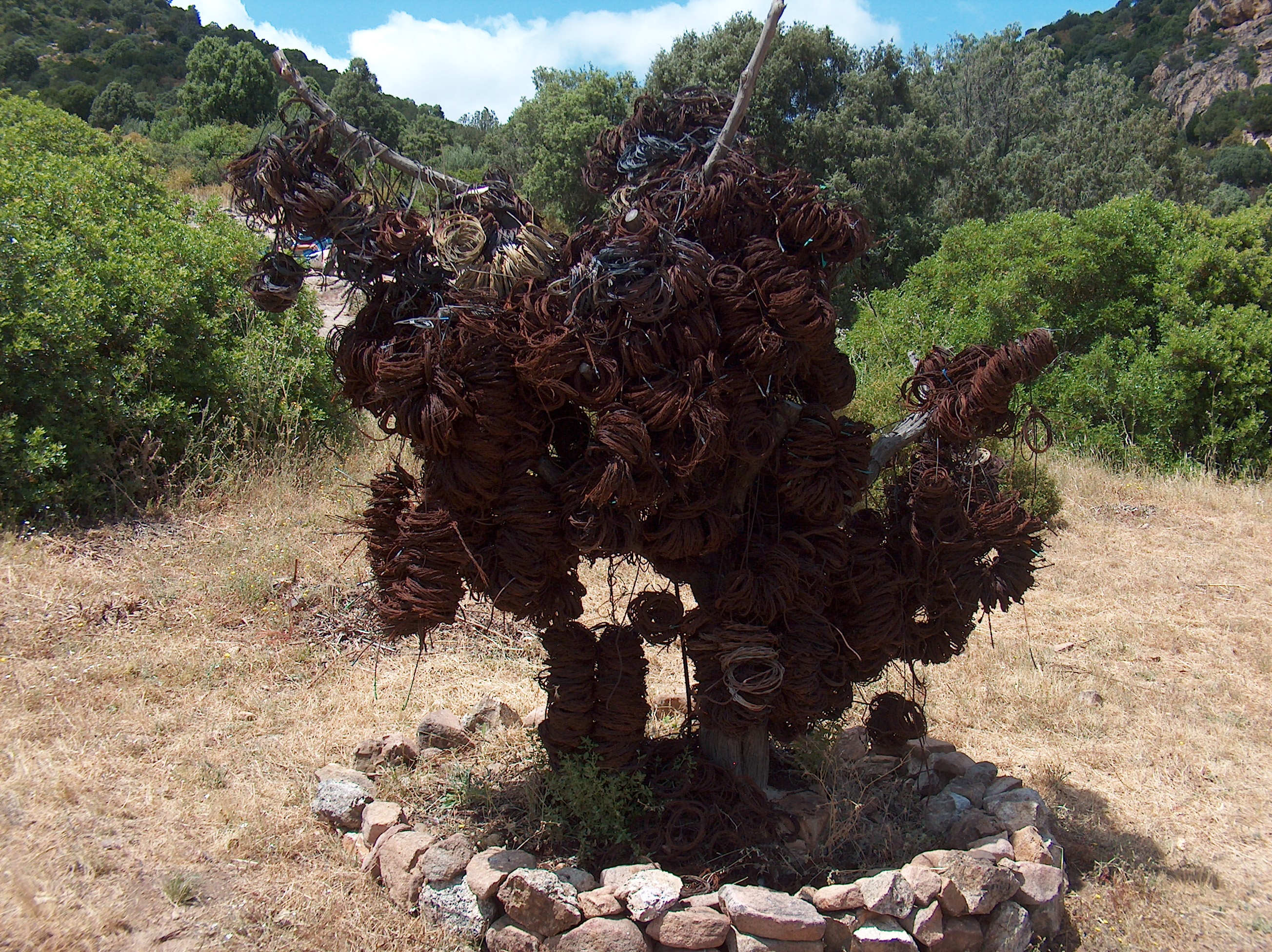
Lazos para cazar jabalíes y ciervos encontrados en una reserva de Italia.

Entre ellas encontramos generalmente:
- Trampas explosivas: para causar daño o matar seres humanos como las minas antipersonales
- Trampa para animales: usadas frecuentemente para la obtención de piel y carne. También sirven para atrapar a especies que luego son objeto de estudio y también pueden ser usadas para exterminar animales, mayoritariamente insectos. Hay muchos tipos de trampas y de estrategias, entre la más famosa trampa para animales tenemos la ratonera, que sirve para atrapar pequeños roedores.
- Trampas de vapor: que consiste en un dispositivo empleado en ingeniería química para descargar agua condensada y/o gases incondensables sin que se produzcan escapes de vapor.
- Emboscadas: una emboscada también es considerada una trampa. Consiste en una táctica sorpresiva para atrapar al enemigo.

## Trampas metafóricas
Éstas pueden ser reconocidas como un engaño o incluso un juego.
- Acertijos
- Paradojas
- Problemas matemáticos

## Otros usos del término

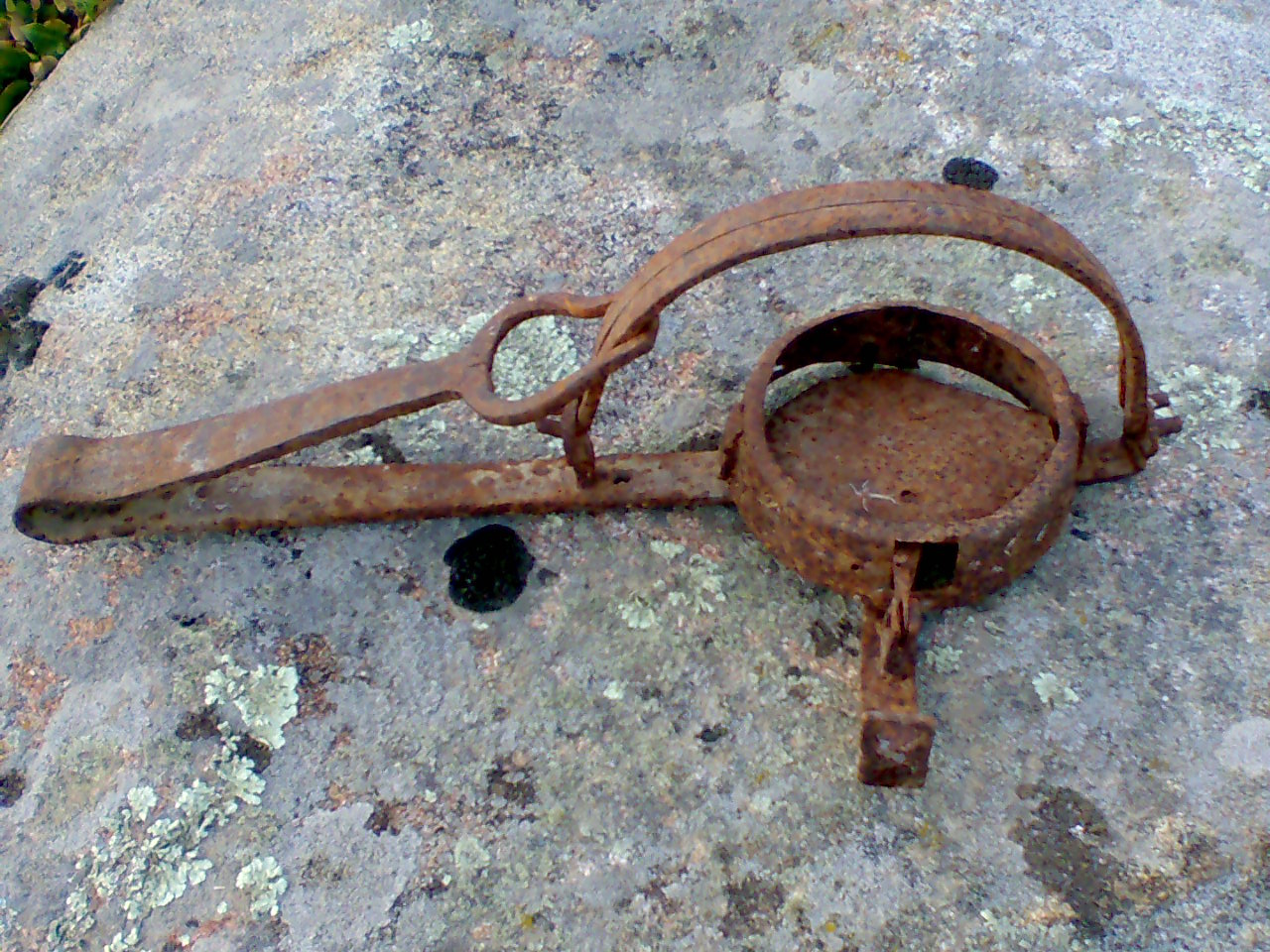
Cepo o trampa utilizado para cazar conejos.

Coloquialmente se suele usar la expresión "hacer trampa" cuando se comete algún acto fraudulento, principalmente en los juegos o procesos eleccionarios; con el fin de obtener provecho malicioso.
La publicidad engañosa también se conoce como trampa.